# Шемякина, Яна Владимировна
Я́на Влади́мировна Шемя́кина (укр. Яна Володимирівна Шемякіна, род. 5 января 1986, Львов) — украинская  спортсменка, олимпийская чемпионка 2012 года по фехтованию на шпагах в личном первенстве, заслуженный мастер спорта Украины

## Биография
Магистр Львовского государственного университета физической культуры.
Представляет львовскую школу фехтования. Тренируется под руководством Заслуженного тренера Украины - Андрея Викторовича Орликовского
Занимается фехтованием с 11 лет (1997).  В 2001-м дебютировала в составе кадетской (до 17лет) сборной Украины. В 2002-м, в Анталии (Турция), впервые выиграла Чемпионат мира среди кадетов. В 2004 и 2005 годах дважды становилась чемпионкой мира среди юниоров (до 20 лет).
В 2005, в возрасте 19 лет, стала чемпионкой Европы в личном зачёте среди взрослых. В 2007 (в Бангкоке) и 2009 (в Белграде) дважды выигрывала золото Всемирных Универсиад. В 2008 впервые квалифицировалась на Олимпиаду в Пекине.
С 2010 по 2013 трижды  выигрывала турниры серии Гран-При (в Дохе, Нанкине и Будапеште) и 4 раза завоёвывала серебро этапов Кубка мира. В сезоне 2009/10 являлась 6-м номером мирового рейтинга, в 2010/11 — 5-м, в 2011/12 — вторым.
Накануне Олимпиады в Лондоне являлось одной из основных претенденток на победу в женской шпаге.

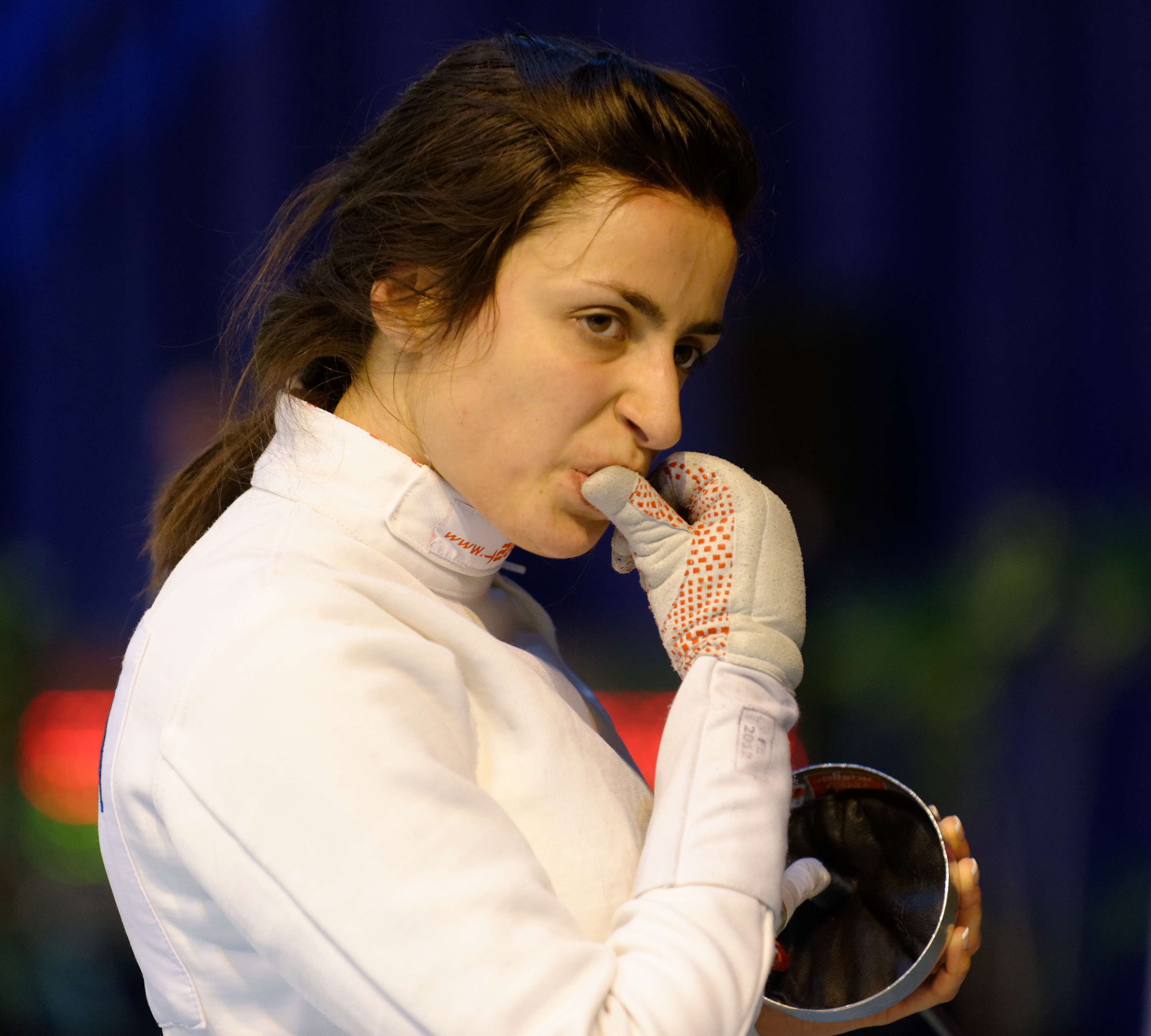
Яна Шемякина в 2013 году

30 июля 2012 года на Олимпийских играх в Лондоне завоевала золотую медаль в личном первенстве шпажисток, победив в финале в дополнительном времени олимпийскую чемпионку 2008 года немку Бритту Хайдеман со счетом 9:8 (0:0, 3:2, 5:6, 1:0). Шемякина — третья в истории Украины олимпийская чемпионка по фехтованию в личном зачёте (после советских фехтовальщиков Григория Крисса и Владимира Смирнова).
В июле 2014 года Шемякина стала бронзовым призёром чемпионата мира в Казани. В полуфинале украинка уступила будущей чемпионке итальянке Росселле Фьяминго (12-13).
16 ноября 2014 года Шемякина завоевала бронзу на этапе кубка мира в Хучжоу, успешно обыграв россиянку Александру Магдич, и трех хозяек турнира — Гун Жун Хоу, Ин Мин Хоу и Юджи Сун.
На чемпионате мира 2015 года в Москве Шемякина стала бронзовым призёром в командном первенстве шпажисток в составе сборной Украины. В матче за третье место украинки победили француженок.
На Олимпийских играх 2016 года в Бразилии в личном первенстве Шемякина, которая была посеяна под 19-м номером, уступила на стадии 1/8 финала японке Нодзоми Като (8-11). В командном первенстве украинки в 1/4 финала уступили сборной Китая (34-42).

## Награды
- Орден «За заслуги» ІІ степени (6 марта 2015 года) — за значительный личный вклад в социально-экономическое, научно-техническое, культурно-образовательное развитие Украинского государства, весомые профессиональные достижения и самоотверженное служение украинскому народу[8].
- Орден «За заслуги» ІІІ степени (15 августа 2012 года) — за достижение высоких спортивных результатов на ХХХ летних Олимпийских играх в Лондоне, обнаруженные самоотверженность и волю к победе, подъём международного авторитета Украины[9].
- Орден княгини Ольги III класса (6 сентября 2007 года) — за весомый личный вклад в развитие и популяризацию физической культуры и спорта на Украине, достижение высоких спортивных результатов на XXIV Всемирной летней Универсиаде 2007 в г. Бангкок (Таиланд), укрепление международного авторитета Украинского государства[10].